# Distant Horizons
Distant Horizons è il ventunesimo album in studio della space rock band britannica Hawkwind, registrato nel 1997 e pubblicato nello stesso anno.

## Tracce
1. Distant Horizons – 5:19 –  (Brock/Chadwick)
2. Phetamine Street – 5:42 –  (Tree)
3. Waimea Canyon Drive – 4:53 –  (Brock)
4. Alchemy – 3:14 –  (Richards/Chadwick)
5. Clouded Vision – 3:49 –  (Brock)
6. Reptoid Vision – 7:39 –  (Tree)
7. Population Overload – 6:51 –  (Brock/Chadwick)
8. Wheels – 6:24 –  (Richards/Chadwick)
9. Kauai  (Brock)  / Taxi for Max – 2:51 –  (Brock)
10. Love in Space – 4:51 –  (Brock)

## Formazione
- Dave Brock - chitarra, tastiere, voce
- Jerry Richards - chitarra
- Ron Tree - basso, voce
- Richard Chadwick - batteria